# 개살구나무
개살구나무(Prunus mandshurica, 문화어: 산살구나무)는 주로 한국 중부 이북과 중국 북동부에 분포하는 낙엽 활엽교목으로 산기슭의 양지쪽이나 마을 부근에서 자란다. 높이는 5-10m이고 나무껍질은 코르크가 발달하였다. 잎은 어긋나고 넓은 난형으로 끝이 뾰족하며 불규칙한 겹톱니가 있다. 앞 뒷면은 녹색이고 잎자루의 길이는 2-3cm이다. 꽃은 4-5월에 연한 홍색 또는 거의 백색의 꽃이 잎보다 먼저 1개씩 피고 작은 꽃대는 8
mm 정도이다. 꽃받침조각은 타원형이고 꽃잎은 둥글며 길이 10-12mm이다. 암술은 길이 15mm 정도로서 수술과 길이가 비슷하고 암술머리는 술잔 모양이다. 핵과(核果)는 난형으로 떫은 맛이 강하며 7-8월에 황색으로 익는다. 열매는 생식하거나 말려 먹기도하며, 한방에서 해수·천식·기관지염·급성폐렴·인후염·종기를 치료하는 약재로 사용한다.